# Улица Прокофьева (Братислава)
Улица Прокофьева (словац. Prokofievova ulica) — улица в Братиславе, в квартале Петржалка.
Названа в честь русского и советского композитора Сергея Сергеевича Прокофьева (1891—1953). На улице находится окружной суд Братислава V и базовая школа. 

## Близлежащие улицы
- Улица Федина
- Улица Андрусова
- Улица Швабинского
- Улица Чапаева
- Перпендикулярная улица

## Транспортное сообщение
На улице находится конечная остановка автобусного маршрута № 96 (Улица Прокофьева, Петржалка, — Аэропорт Милана Растислава Штефаника)